# 자히 하와스
자히 하와스(아랍어: زاهي حواس, 영어: Zahi Hawass, 1947년 5월 28일 ~)는 이집트의 고고학자, 이집트학자이며 국립고대유물관리청 장관을 지냈다.  그는 나일강 삼각주 지역, 서부 사막 지역 , 상하 상 나일강 계곡 지역의 고고학적 유적지에서 일했다.
또한 그는 로제타석, 네페르티티 흉상, 덴데라 황도대, 룩소르 신전의 오벨리스크 등 타국으로 유출된 문화재의 반환 운동을 주도하였다.

## 어린 시절 및 교육
하와스는 이집트의 마미에타 근처의 작은 마을에서 태어났다. 그는 원래 변호사가 되는 꿈을 가졌지만, 그는 이집트 알렉산드리아 대학교에서 그리스 로마 고고학 석사학위를 1967년에 얻었다. 1979년에 하와스는 카이로 대학교에서 이집트학 학위를 받았다.  그는 대 피라미트 관리자로서 일하였다.  그는 33살 때 풀브라이트 프로그램을 받고 펜실베니아 대학에서 이집트학을 공부하고, 1983년 이집트학 및 시리아 팔레스타인 고고학분야에서 석사 학위를 받았고, 그리고 1987년에 이집트학 분야에서 박사 학위를 받았다. 논문 제목은 지중해의 예술 및 고고학 대학원(AAMW)에서 "고대 왕국 시대의 쿠푸, 카프라 및 멘카우라의 장례식 설립"이었다.

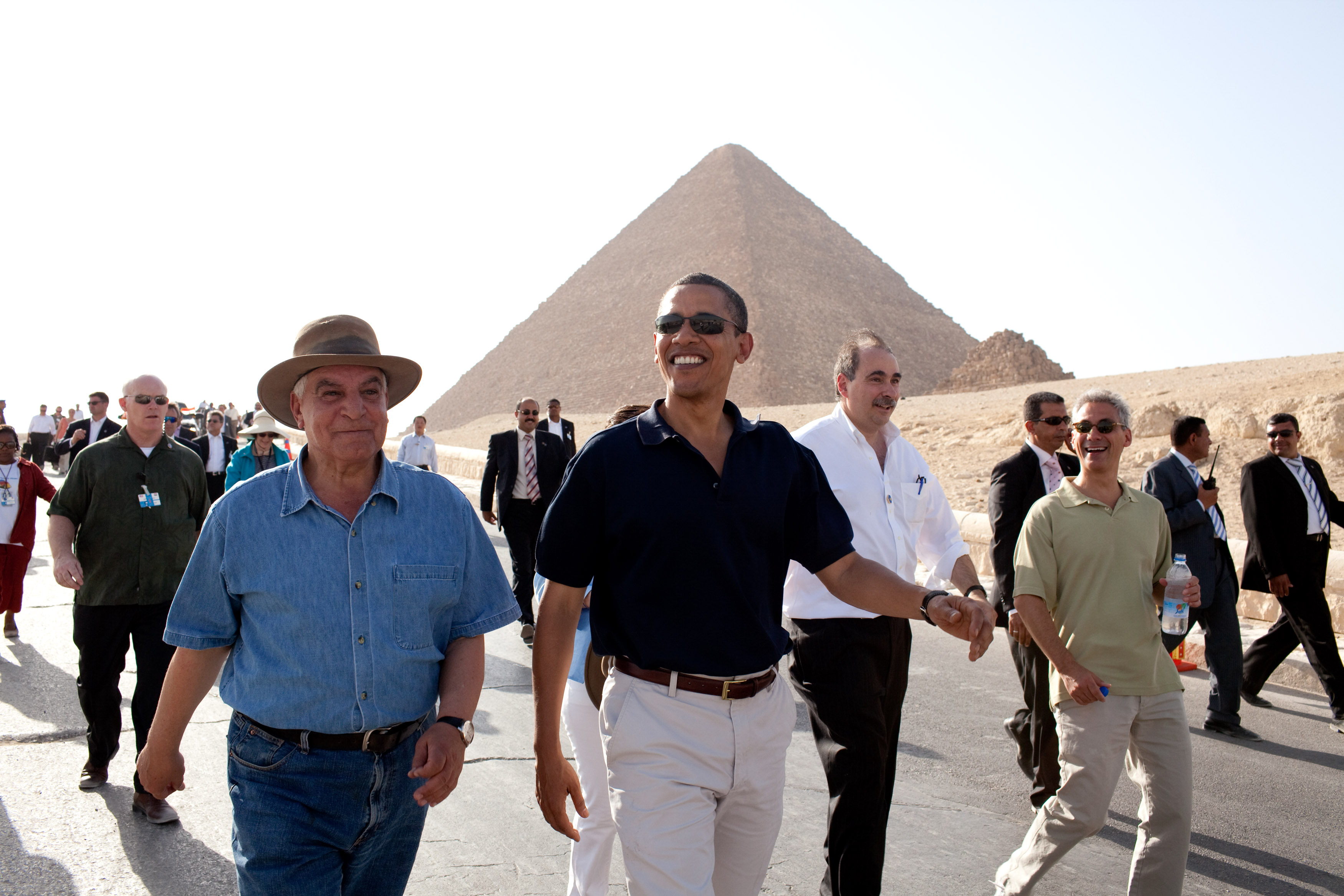
버락 오마바와 함께, 2009년 6월

## 추가 자료
- Schulz, Matthias (2010). “Egypt's Avenger of the Pharaohs” (online). 《Spiegel Online International》 (May 28). 2016년 1월 25일에 확인함.
- Tierney, John (2009). “Science, Findings: A Case in Antiquities for ‘Finders Keepers’” (online). 《The New York Times》 (November 16). 2016년 1월 25일에 확인함.
- Parker, Ian (2009). “Letter from Cairo, The Pharaoh: Is Zahi Hawass bad for Egyptology?” (print, online) (November 16): 53–63. 2016년 1월 25일에 확인함.